# 高光譜影像

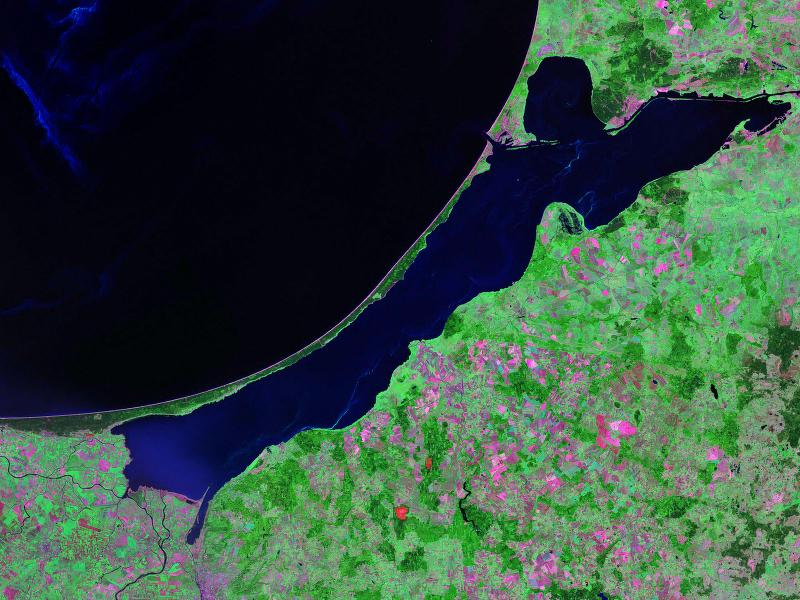
以衛星Landsat-7號拍攝的波蘭格但斯克湾维斯图拉潟湖高光譜影像

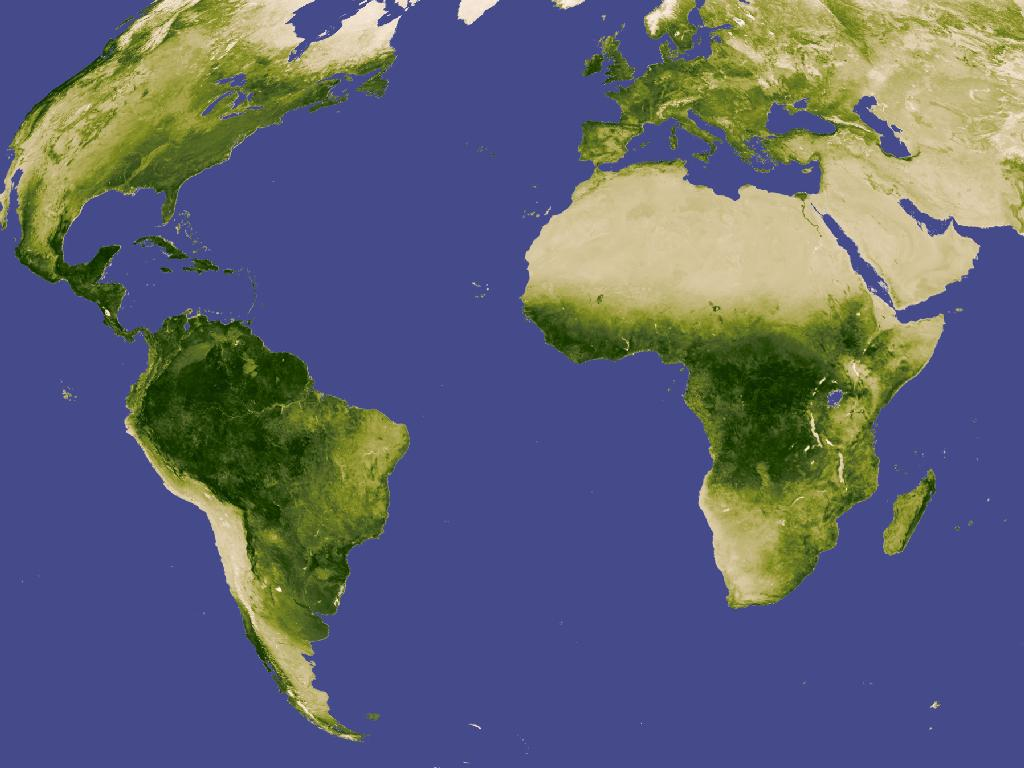
以高光譜拍攝處理的全球NDVI分布圖

高光譜影像是收集及處理整個跨電磁波譜的資訊。不像是人類的眼睛，只能接觸到可見光。而高光譜的接觸機制、比如蝦蛄的眼睛它的光譜能夠接觸到紅外線延伸到紫外線的範圍。高光譜的能力能夠使蝦蛄分辨出不同的珊瑚、獵物，或則獵食者，而這些正是人類所缺少的.
工程师们已经制造出可用于农业、矿业、物理以及监控领域的传感器及处理系统。高光谱传感器通过大量的不同波段的电磁频谱来探测物体。实际物体会在电磁频谱中留下具有唯一的“指纹”。这些“指纹”被称为光谱特性并可用来确认被识别物体的组成成分。比如说，石油的光谱特性便可以用来帮助矿质学家们找到油田。

## 優點與缺點
高光譜影像最為顯著的優勢在於，整個電磁波譜的資訊都被每個傳感器像素所捕獲。相鄰像素間整個電磁波譜的資訊都可以被用作高精度分類用途.  高光譜影像最大的缺陷在於其高昂的價格和複雜的系統。 高速的電腦， 高敏感度的傳感器和海量存儲設備往往是分析高光譜影像資訊的必備品.

## 外部參考文獻連結
- Opticks （页面存档备份，存于） - open source, remote sensing application and development framework.
- ITT Visual Information Solutions - ENVI Hyperspectral Image Processing Software
- A Hyperspectral Imaging Prototype （页面存档备份，存于） Fourier transform spectroscopy is combined with Fabry-Perot interferometry

1. ↑  Ran, Lingyan; Zhang, Yanning; Wei, Wei; Zhang, Qilin. . Sensors. 2017-10-23, 17 (10)  [2018-01-12]. doi:10.3390/s17102421. （原始内容存档于2019-02-04）.